# Georges Desains
Georges Desains was een Franse illustrator. Voor zover bekend maakte hij bladmuziekomslagen voor de volgende muziekuitgeverijen (alle in Parijs): Louis Benech, Louis Aerts, Ed. L. Maillochon, Libraire Hachette, Berman Edition, Montmartre Edition, Laxer et Cie, Billaudot, Gaston Gross en Mario Cazes.
Uit de periode 1906 – 1926 zijn er 119 verschillende omslagen bekend. Hij verzorgde in 1913 ook illustraties in een reisboek over Parijs door Adelaide Mack, getiteld Magnetic Paris.